# Parafia św. Leonarda w Chociszewie
Parafia pw. Świętego Leonarda w Chociszewie – parafia rzymskokatolicka należąca do dekanatu zakroczymskiego, diecezji płockiej, metropolii warszawskiej. 

## Obiekty sakralne

### Kościół parafialny
Kościół pw. św. Leonarda w Chociszewie – świątynia została zbudowana w latach 1830–1835. Jest to budowla drewniana, jednonawowa, orientowana, konstrukcji zrębowej. 